# Dimples D.
Dimples D. ist das Pseudonym der amerikanischen Rapperin Crystal Smith. Die Single Sucker DJ machte sie 1990 zu einem One-Hit-Wonder.

## Werdegang
1983 war Sucker DJ eine der ersten bekannten Produktionen von Marley Marl (Marlon Lu’ree Williams), einem amerikanischen Musikproduzenten und DJ, bei der ein weiblicher MC, Rapperin Crystal Smith, zu hören war. Großen Erfolg konnte der Track zunächst nicht verbuchen.
Erst als sieben Jahre später ein Remix aufgenommen wurde, erreichte Sucker DJ die Charts in Europa. In Deutschland und Großbritannien gab es Top-20-Platzierungen, in Österreich stieg das Lied sogar in die Top 10.
In der 1990er Version von Sucker DJ waren Samples der Titelmusik aus der Fernsehserie Bezaubernde Jeannie (Originaltitel: I Dream of Jeannie) verarbeitet, die in den 1960er Jahren entstand. Die Komposition stammte von Hugo Montenegro, der Text von Buddy Kaye. Der Track blieb der einzige Hit von Dimples D.

## Diskografie
Alben
- 1991: Dimples & Spice

Singles
- 1983: Sucker D.J.’s (I Will Survive)
- 1990: Sucker DJ (A Witch for Love)
- 1990: Resucker DJ
- 1990: A Witch for Love
- 1991: I Can’t Wait (mit Lady Spice)
- 1991: Sisters Keep On Doin’ It
- 1992: Sucker DJ – Groove II / Sucker Drums